# Anodus
Anodus is een geslacht van straalvinnige vissen uit de familie van de penseelvissen (Hemiodontidae).

## Soorten
- Anodus elongatus Agassiz, 1829
- Anodus orinocensis (Steindachner, 1887)